# Höhenforschungsabteilung Hainan
Die Höhenforschungsabteilung Hainan (chinesisch 海南探空部, Pinyin Hǎinán Tànkōng Bù) ist eine Einrichtung des Nationalen Zentrums für Weltraumwissenschaften der Chinesischen Akademie der Wissenschaften östlich des Dorfes Fuke (富克村) in der Großgemeinde Yaxing der bezirksfreien Stadt Danzhou im Nordwesten der Insel Hainan. Dort werden primär Forschungen zu Veränderungen in der Ionosphäre durchgeführt sowie zu dem Einfluss den Sonnenaktivität und Erdmagnetfeld auf diese Veränderungen haben.

## Geschichte
Im Jahr 1986 gründete das damalige Institut für Weltraumphysik der Chinesischen Akademie der Wissenschaften (中国科学院空间物理研究所, Pinyin Zhōngguó Kēxuéyuàn Kōngjiān Wùlǐ Yánjiūsuǒ, das heutige Nationale Zentrum für Weltraumwissenschaften) eine „Abteilung für Höhenforschung“ (探空部), die sich mit der Entwicklung von Höhenforschungsraketen sowie der nötigen Technik für Startplätze und Bergung der Raketen befassen sollte. Auch die für direkte Messungen in der Hochatmosphäre nötigen Instrumente sollten entwickelt werden. Außerdem sollten mit den Raketen der Abteilung für den Einsatz im Weltraum gedachte Nutzlasten und deren Komponenten bei kurzen Flügen getestet werden sowie eigenständige Experimente im Bereich der Mikrogravitation und der Biowissenschaften durchgeführt werden.
Die Abteilung für Höhenforschung errichtete wiederum 1987 an der Westküste der Insel Hainan, die damals noch zur Provinz Guangdong gehörte, eine Außenstelle, die sich insbesondere mit der Erforschung der Ionosphäre bis in eine Höhe von 120 km, befassen sollte. 
Noch im selben Jahr wurde aus den USA die damals modernste Ionosonde – eine „Digisonde“ des Zentrums für Atmosphärenforschung der University of Massachusetts Lowell – importiert und mit den Messungen begonnen.
Im Sommer 1988 wurde gut 200 m östlich der damaligen Großgemeinde Fuke (富克镇, heute ein Dorf der Großgemeinde Yaxing) ein einfaches, 6000 m² messendes Startgelände für Suborbital-Raketen vom Typ Zhinü (织女) angelegt, offiziell als „Hainaner Startplatz für Höhenforschungsraketen der Chinesischen Akademie der Wissenschaften“  (中国科学院海南探空火箭发射场, Pinyin Zhōngguó Kēxuéyuàn Hǎinán Tànkōng Huǒjiàn Fāshèchǎng) bezeichnet. Dies war das erste zivile Kosmodrom Chinas. Etwa 200 km weiter östlich befindet sich das 2016 in Betrieb genommene Kosmodrom Wenchang, eine Außenstelle der Basis 27 der Volksbefreiungsarmee.
Etwa 250 m südlich des dreistöckigen Hauptgebäudes, in dem sowohl die Büros als auch die Schlafräume der Wissenschaftler untergebracht waren – jeweils sechs Personen teilten sich ein Zimmer – lag und liegt der eigentliche Startplatz.
Er bestand damals aus einer 225 m² großen betonierten Fläche, auf der die mobile Abschussrampe für die rund 7 m langen Raketen mit einem Durchmesser von 30 – 40 cm sicher geparkt werden konnte, einem Kommandobunker und einer Werkstatt für die Endmontage der in Einzelteilen vom Festland angelieferten Raketen. Bei Starts kamen noch zwei auf Lastwagen montierte Radargeräte hinzu, die die Telemetriedaten der Raketen empfangen konnten. Gleich beim ersten Start einer Zhinü 1 (织女一号) am 25. Dezember 1988 zeigte sich ein grundsätzliches Problem des Standorts Hainan: durch die hohe Luftfeuchtigkeit war der Festtreibstoff der Rakete feucht geworden und konnte nicht genügend Schubkraft liefern. Die Rakete stürzte nach kurzem Flug wenige Kilometer entfernt in einen Acker, wo sie von den Wissenschaftlern erst nach zweitägiger Suche gefunden wurde und für 200 Yuan (damals der Preis einer Übernachtung in einem Viersterne-Hotel) von den unkooperativen Landwirten zurückgekauft werden musste. Zwischen 1988 und 1991 wurden von dem Gelände aus insgesamt vier Höhenforschungsraketen vom Typ Zhinü 1 und Zhinü 3 gestartet, dann gab es zunächst keine Starts mehr.

## Forschungsprojekte
Yaxing liegt mit 19° nördlicher Breite auf der Südseite des nördlichen Scheitelpunkts der Äquatorialen Ionisationsanomalie (EIA), der sich 17° nördlich des magnetischen Äquators befindet. Dort gibt es zahlreiche Phänomene zu beobachten, die sich auf das Weltraumwetter und damit auch auf die Satellitenkommunikation auswirken.
Im Juni 1998 beschloss der Staatsrat der Volksrepublik China ein auf 13 Jahre angelegtes Programm zum Aufbau eines Nationalen Innovationssystems (国家创新体系), bei dem die Chinesische Akademie der Wissenschaften als Versuchseinrichtung eine Vorreiterrolle spielen sollte. Daraufhin wurde an der Akademie das sogenannte „Wissensinnovationsprojekt“ (知识创新工程) gestartet.
Mit Mitteln aus diesem Programm wurde in Fuke die Nationale Weltraumwetter-Beobachtungs- und Forschungsstation Hainan (海南空间天气国家野外科学观测研究站) aufgebaut.
Als zu erforschender Bereich wurde nun die Hochatmosphäre zwischen 40 km und 300 km Höhe definiert, also der Bereich, der über dem von Wetterballons und unter dem von Satelliten liegt.
2006 genehmigte die Staatliche Kommission für Entwicklung und Reform das Weltraumwetter-Beobachtungsprojekt Meridian (子午工程, Pinyin Zǐwǔ Gōngchéng) des Nationalen Zentrums für Weltraumwissenschaften und weiterer Institutionen.
Am 5. Januar 2008 war der Baubeginn für das Projekt. Mit einem Aufwand von 167 Millionen Yuan wurden in einer ersten Ausbaustufe entlang zweier sich kreuzender Linien auf etwa 120° östlicher Länge und 30° nördlicher Breite insgesamt 15 Beobachtungsstationen eingerichtet, eine davon bei der Höhenforschungsabteilung Hainan.
Zum einen wird dort mit ständig laufenden Messgeräten das Erdmagnetfeld, das elektrostatische Feld der Erde etc. ununterbrochen beobachtet.
Zum anderen wurde das Startgelände in großem Maße ausgebaut, unter anderem mit einer Möglichkeit zum Befüllen und Starten von Wetterballons vor einem Raketenstart. 
Dazu kam noch eine Telemetrie-Empfangsstation mit einer nachführbaren Parabolantenne zum Empfang der  Nutzlastdaten in der Großgemeinde Eman im Norden von Danzhou (峨蔓遥测站, heute 峨蔓遥测回收站) 
sowie drei mobile Empfangsstationen, die bei einem Start entlang der Küste bis hinunter nach Haiwei aufgebaut werden.
Beim Hauptgebäude 250 m nördlich des Startplatzes gibt es ein Kontrollzentrum mit einem Missionskontrollsaal (指挥大厅), einem getrennten Startkontrollraum (发控室), dem fünf Minuten vor einem Start das Kommando übertragen wird und von wo aus Personal der Akademie für Feststoffraketentriebwerkstechnik die Zündung der Rakete durchführt, sowie einem Bodensegment für eine erste Verarbeitung der gesammelten Daten.
600 m östlich des Startplatzes wurde eine Endmontagehalle gebaut, von wo aus die mehr als eine Tonne schweren Raketen etwa zwölf Stunden vor dem Start, der üblicherweise kurz vor oder bei Sonnenaufgang stattfindet, mit einem langen, manuell gezogenen und geschobenen Wagen über einen schmalen Weg zur Startrampe gebracht werden. Dieser Transport dauert etwa 30 Minuten.
Nordöstlich der Einwohnergemeinschaft Hongling von Yaxing, etwa 5 km südwestlich der Hauptverwaltung in Fuke, liegt das Hainan Coherent Scatter Phased Array Radar bzw. HCOPAR, eine Phased-Array-Antennenanlage mit 18 mal 4 Fünf-Element-Yagi-Antennen, mit denen auf einer Arbeitsfrequenz von 47,5 MHz sogenannte field-aligned irregularities in den E- und F-Schichten der Ionosphäre untersucht werden, meist mehrere Stunden dauernde Veränderungen in der Plasmadichte, bei der sich die Elektronen nach dem Erdmagnetfeld ausrichten. 19° 30′ 0″ N, 109° 6′ 0″ O
Am 3. Juni 2010 um 4 Uhr morgens wurde von dort die erste Rakete des Meridian-Projekts gestartet, eine von der Akademie für Feststoffraketentriebwerkstechnik entwickelte Höhenforschungsrakete vom Typ Tianying 4A. 
Als die Rakete nach 113 Sekunden Flugzeit eine Höhe von 70 km erreicht hatte, löste sich von ihr eine vom damaligen Zentrum für Weltraumwissenschaften und angewandte Forschung entwickelte Nutzlastkapsel namens Haiyan A („Sturmschwalbe“). Die Kapsel kehrte danach an einem Fallschirm zur Erde zurück und sendete zwischen 60 und 20 km Höhe ununterbrochen Daten über Temperatur, Luftdruck, Windrichtung und Windgeschwindigkeit an die Telemetriestation auf dem Boden.

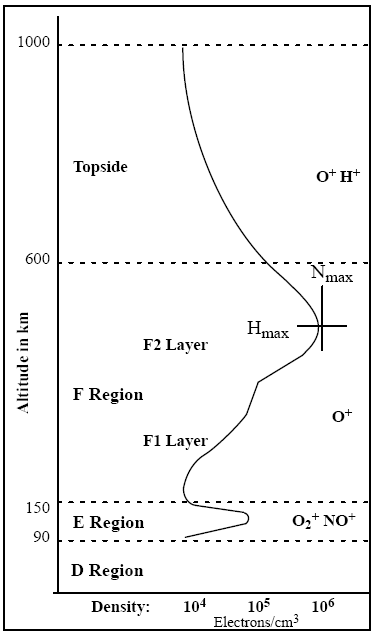
Schichten der Ionosphäre

Beim nächsten Start am 7. Mai 2011 um Punkt 7 Uhr morgens Ortszeit wurde eine Trägerrakete vom Typ Tianying 3C verwendet,
die sich während des Fluges etwa zweimal pro Sekunde um sich selbst drehte. Auf der Rakete war die Instrumentenkapsel Kunpeng 1 montiert, benannt nach einem mythologischen Riesenfisch, der sich in die chinesische Variante des Vogel Roch verwandelt. Nach 43 Sekunden, in einer Höhe von 60 km, fuhr ein Gerät zur Vermessung des elektrostatischen Erdfelds seine beiden Stabantennen aus. Drei Sekunden später, in einer Höhe von 65 km, wurde eine Langmuir-Sonde ausgeklappt, 
die vom Zentrum für Weltraumwissenschaften und angewandte Forschung und der Technischen Universität Graz
zusammen mit italienischen Wissenschaftlern entwickelt worden war. Beide Instrumente wurden hier zum ersten Mal eingesetzt. Nach 215 Sekunden, also etwa dreieinhalb Minuten nach dem Start, hatte die Rakete den Scheitelpunkt ihrer Bahn in 196 km Höhe erreicht. Genau sieben Minuten nach dem Start trat sie dann wieder in die Erdatmosphäre ein. Bis in eine Höhe von 41 km arbeitete die Langmuir-Sonde noch, dann war der Versuch, bei dem mit der tragbaren Digisonde DPS-4 der Höhenforschungsabteilung parallel Kontrollmessungen durchgeführt wurden,
beendet.
Da die Rakete mit einer Elevation von 87° und einem Azimut von 45° Nordwest gestartet worden war, stürzte sie anschließend in den Golf von Tonkin.
Bei dem Versuch wurde das Elektronendichte-Tal zwischen den E- und F-Schichten der Ionosphäre für die Zeit kurz nach Sonnenaufgang bei einer Höhe von 123,5 km lokalisiert.
Neben den Aktivitäten im Rahmen des Meridian-Projekts betreibt die Höhenforschungsabteilung Hainan aber auch noch andere Forschungen. Am 5. April 2013 wurde um 05:55 Ortszeit unter der Leitung von Wu Ji, dem damaligen Direktor des Nationalen Zentrums für Weltraumwissenschaften, eine Höhenforschungsrakete vom Typ Tianying 3E gestartet,
die am Scheitelpunkt ihrer Bahn in 191 km Höhe 1 kg Bariumstaub freisetzte. Unter dem Einfluss der Morgensonne ionisierte sich das metallische Barium schnell und bildete eine Bariumwolke. Mithilfe der hier erneut zum Einsatz gekommenen Instrumentenkapsel Kunpeng 1 wurde die Entwicklung der Bariumwolke beobachtet und während des Abstiegs der Rakete mit der Langmuir-Sonde die senkrechte Verteilung von Elektronen und Ionen sowie mit dem Feldstärkemessgerät die Struktur des elektrischen Feldes gemessen. Hierdurch konnten Einblicke in die dynamischen Gesetzmäßigkeiten in der Ionosphäre in Äquatornähe gewonnen werden. Dies war das erste Mal, dass China ein aktives Experiment in der Hochatmosphäre durchführte.
Die Inbetriebnahme des Kernkraftwerks Changjiang 25 km weiter westlich an der Küste von Haiwei am 25. Dezember 2015 hatte keinen Einfluss auf die Arbeit der Höhenforschungsabteilung. Am 27. April 2016 um 2 Uhr morgens wurde, erneut unter der Leitung von Wu Ji, mit einer zweistufigen Rakete vom Typ Tianying 3F eine Instrumentenkapsel vom Typ Kunpeng 1B in eine Höhe von 316 km befördert.
Dieses mit Fördermitteln aus dem Programm 863 entwickelte Gerät
verfügt neben entfaltbaren Antennen aus weichem Kohlenstofffaser-Material über eigene Möglichkeiten zur Lageregelung und Steuerung der Rotationsgeschwindigkeit, wodurch eine noch genauere Bestimmung der elektrischen und magnetischen Feldvektoren möglich ist. Vom Kosmodrom Jiuquan aus hatte man zwar schon 1968 mit einer Rakete vom Typ T-7/GF-01A eine Höhe von 320 km erreicht, dabei hatte es sich jedoch um einen Technologietest gehandelt. Der Versuch im April 2016 war das erste Mal, dass chinesische Forscher In-situ-Messungen in den oberen Schichten der Ionosphäre durchführten.
Im Rahmen der 2019 begonnenen zweiten Ausbaustufe des Meridian-Projekts wird bei der Höhenforschungsabteilung Hainan aine Anlage aus mehreren Lidar-Geräten gebaut,
mit der unter anderem die Rayleigh-Streuung in einer Höhe von 30–70 km sowie die Dichte von Natriumatomen in einer Höhe von 80–105 km gemessen werden soll. Dadurch erhofft man sich eine Erhöhung der Flugsicherheit sowie der Sicherheit von zivilen und militärischen Suborbitalflugkörpern. Außerdem soll mit der Lidar-Anlage die Dichte von metastabilen Heliumatomen in einer Höhe von 200–1000 km gemessen werden. Durch die hierbei gewonnenen Einblicke in die Mechanismen des erdnahen Weltraums soll die Bahnbestimmung und Steuerung von Satelliten sicherer gemacht werden.
Die Lidar-Anlage soll 2023 in Betrieb gehen.[veraltet]